# Nottingham Forest Football Club
O Nottingham Forest Football Club é um clube inglês da região de Nottingham, Midlands Orientais. Ostenta como as suas principais conquistas a da Premier League na temporada 1977–78, e a da Liga dos Campeões em 2 ocasiões.
O clube é frequentemente referido simplesmente como Forest, nome presente no símbolo do clube.
Também são apelidados de “Reds”, devido à cor da sua camisa. Os maiores rivais da equipa são o Derby County e o Leicester City, embora o seu vizinho mais próximo seja o Notts County.
Fundado em 1865, o Forest se tornou membro fundador da Aliança de Futebol em 1888 e seu primeiro grande sucesso veio quando venceu a Copa da Inglaterra em 1898. O clube passou boa parte da primeira metade do século XX jogando a segunda divisão inglesa e o seu próximo título veio em 1959, quando ganhou novamente a Copa da Inglaterra.
O seu período de maior sucesso foi sob o comando de Brian Clough, entre 1975 e 1993, período em que ganhou o Campeonato Inglês, duas Liga dos Campeões da UEFA consecutivas e quatro Copas da Liga. O Forest jogou a primeira temporada da recém formada Premier League em 1992 e posteriormente sofreu uma série de promoções e rebaixamentos entre as três principais divisões do futebol Inglês. Bob McKinlay é o jogador que mais vestiu a camisa do Forest pelo Campeonato Inglês, num total de 692 jogos. O maior goleador de todos os tempos é Grenville Morris com um total de 217 gols.
O Forest manda seus jogos no City Ground desde 1898 e sua capacidade é de 30.404 pessoas. O estádio foi utilizado para o Campeonato Europeu de Futebol de 1996 e também acolheu a FA Women's Cup final de 2007 e 2008. Ao contrário da crença popular o nome Forest não provém de Floresta de Sherwood, mas sim do Forest Recreation Ground ao norte de Nottingham, onde o clube jogou pela primeira vez com sua formação original em 1865 (embora o nome do Forest Recreation Ground venha de uma época em que a terra era parte da floresta de Sherwood).

## História

### Primeiros anos (1865-1975)
O Nottingham Forest foi fundado em 1865 por um grupo de jogadores, logo após seus vizinhos Notts County, em 1862. Sua primeira partida oficial foi disputada em 22 de março de 1866 contra o próprio Notts County. Foi um dos membros fundadores da Football Alliance em 1889, porém só viria a disputar  em 1892.
Em 1878-79, o Nottingham Forest participou pela primeira vez da FA Cup. Forest bateu o Notts County 3-1 na primeira rodada em Beeston Cricket Ground, passando pelas 2ª rodada, 3ª rodada e quartas de finais, antes de perder 2-1 para Old Etonians na semifinal.

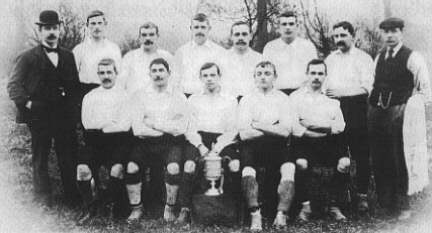
FA Cup: equipe campeã em 1898

O Forest conquistou seu primeiro grande título na temporada 1897-1898, quando venceu a FA Cup, derrotando o Derby County por 3 a 1 no Centro Nacional de Esportes de Crystal Palace. No entanto, em grande parte da primeira metade do século XX o clube passou a vida naSegunda Divisão, com um rápida passagem pela primeira divisão entre as temporadas de 1922-1923 a 1924-1925. Em 1949, o clube foi rebaixado para a Terceira Divisão, mas se recuperou dois anos depois na temporada 1950-1951 como campeões da divisão sul.

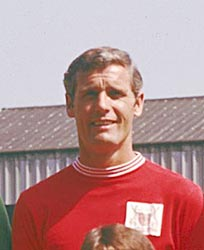
Bob Mckinlay,o jogador que mais atuou com a camisa dos reds

Tiveram um breve período de glória no final da década de 1950, retornando a para Primeira Divisão em 1957[carece de fontes?] e ganhando a FA Cup pela segunda vez em 1959 desbancando o Luton Town Football Club pelo placar de 2 a 1, no velho Estádio de Wembley, apesar de perder Roy Dwight, primo do ícone pop Elton John, por meio de uma perna quebrada em uma época que não era permitido a substituição de jogadores. Por esta altura o Forest tornou-se a maior equipe em Nottingham, ultrapassando o Notts County.
Depois de alcançar um ápice de vice-campeão e semi-finalistas da copa em 1967, o Nottingham Forest foi rebaixado da Primeira Divisão em 1972.

### Era Brian Clough (1975-1993)

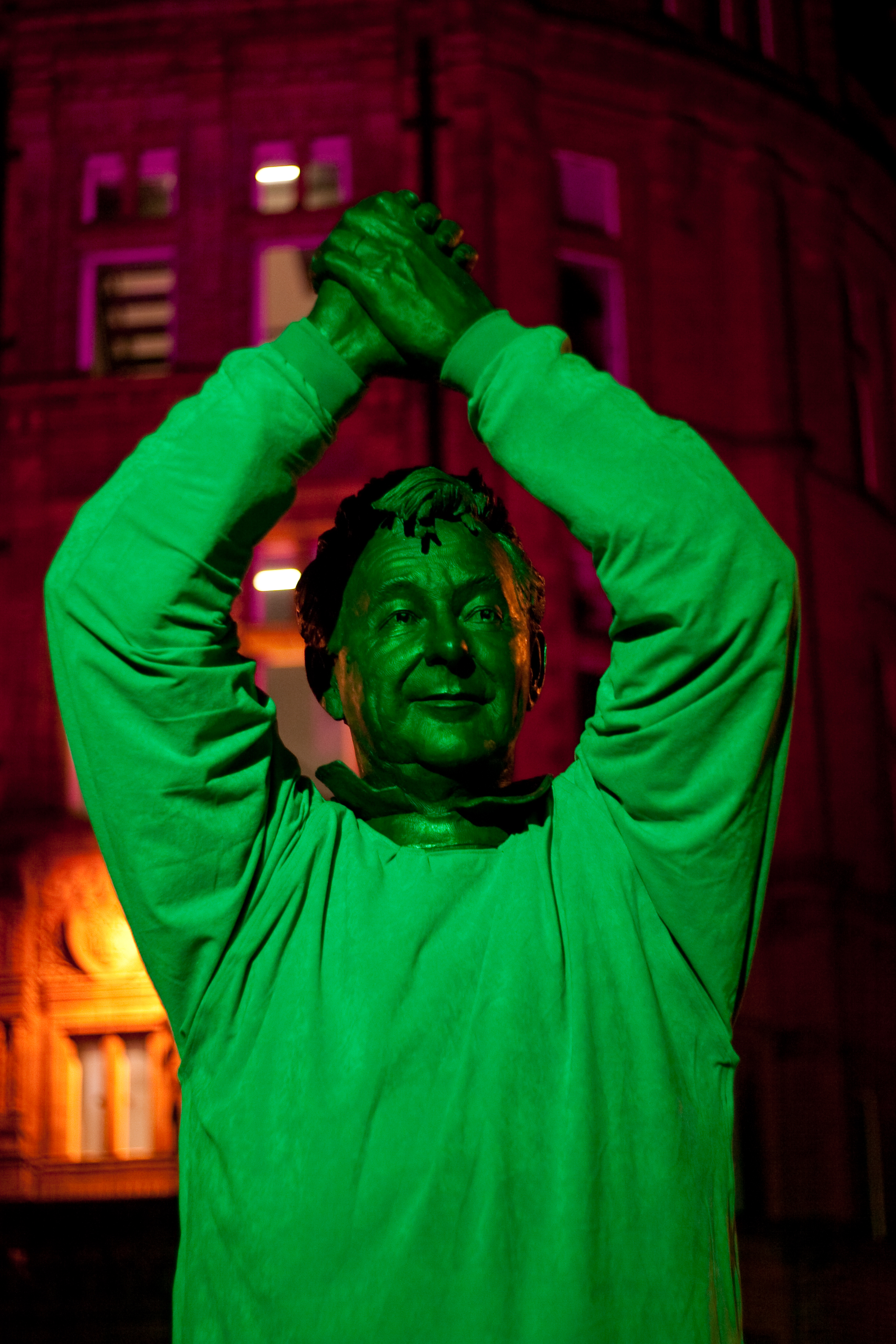
Brian Clough, o maior treinador da história do Nottingham Forest.

O Nottingham foi considerado um clube de médio-porte na Liga inglesa até meados dos anos 1970, quando Brian Clough e seu assistente Peter Taylor assumiram o comando no clube pouco depois da passagem conturbada de Clough no Leeds United. Clough tornou-se o técnico mais vitorioso da história do Nottingham Forest. Ele ganhou o título da Premier League com os rivais do Nottingham, o Derby County, em 1972, e veio para o Nottingham Forest em 6 de janeiro de 1975, depois que uma derrota em casa por 0-2 Notts County, no Boxing Day, levou o comitê a demitir o técnico anterior, Allan Brown. O primeiro jogo de Clough foi a terceira rodada FA Cup, no jogo de volta contra Tottenham Hotspur, com uma vitória por 1-0, graças a um gol de centro-avante escocês Neil Martin.
O Nottingham Forest ganhou a promoção para a primeira divisão no final da temporada depois de terminar em terceiro lugar na Segunda Divisão. O Nottingham Forest se tornou uma das poucas equipes (e a equipe mais recente até hoje) a ganhar o Campeonato Inglês da Primeira Divisão um ano depois de subir da Segunda Divisão do campeonato Inglês. Os outros eram Liverpool em 1906, Everton em 1932, Tottenham Hotspur em 1951 e Ipswich Town em 1962. O Forest permanece o único clube a conseguir este feito a não ter sido promovido como campeões. Em 1978-1979, o Forest conseguiu ganhar a Liga dos Campeões da UEFA] ao bater Malmö por 1-0 em Munique, no Olympiastadion e ganhou de novo o troféu em 1979-1980, ao bater oHamburger por 1-0 em Madrid, no Santiago Bernabéu, graças a um excelente desempenho do goleiro Peter Shilton. O clube também ganhou a Supertaça Europeia e duas Taça da Liga. Ao lado de Shilton, os principais jogadores do time eram o lateral-direito Viv Anderson (o primeiro jogador negro a jogar pela Seleção Inglesa), o meia Martin O'Neill, o atacante Trevor Francis e um trio de jogadores escoceses: John Robertson, o meia Archie Gemmill e defensor Kenny Burns. O clube chegou às semifinais da Taça UEFA em 1983-1984, mas foi eliminado pelo Anderlecht em circunstâncias controversas. Surgiu depois que, no segundo tempo do jogo, o clube belga havia subornado o árbitro, mas o árbitro em questão tinha falecido em um acidente de carro e, portanto, não pode ser responsabilizado.
O próximo troféu significativo do Nottingham Forest veio em 1989, quando bateu o Luton Town por 3-1 na Copa da Liga Inglesa. A maior parte da temporada havia esperança de completar uma Tríplice coroa, mas o Forest ficou em terceiro lugar na Liga, atrás do Arsenal e do Liverpool, e perdeu para o Liverpool na semifinal da FA Cup - originalmente realizada em Hillsborough, onde 96 torcedores do Liverpool foram esmagados até a morte, episódio que ficou conhecido como Desastre de Hillsborough. O próximo título do clube foi a Copa dos Membros com uma vitória por 4-3 sobre  Everton. O Nottingham obteve a Taça da Liga em 1990, quando bateu  o Oldham Athletic por 1-0, o gol da vitória marcado por Nigel Jemson.
O Nottingham venceu o Southampton por 3-2, na Copa dos Membros, sendo novamente campeões em 1992, mas depois perdeu para oManchester United na Taça da Liga na mesma temporada, ambas as finais sendo jogadas por um Nottingham muito enfraquecido por lesões.
O reinado de 18 anos de Brian Clough como técnico terminou em maio de 1993, quando o Forest foi rebaixado da primeira edição da Premier League depois de 16 ilustres anos de primeira divisão de futebol, conquistando um campeonato, duas Liga dos Campeões da UEFA e quatro Copas da Liga.

### Frank Clark (1993-1996)
Frank Clark, que tinha sido lateral-esquerdo da equipe em 1979, campeão da Liga dos Campeões da UEFA, voltou ao clube em maio de 1993 para suceder Brian Clough como técnico. Sua carreira de técnico tinha sido anteriormente sem grandes brilhos, embora ele tinha ganhado a Quarta Divisão e obtido uma promoção com o Leyton Orient em 1989. Fazendo contratações importantes, incluindo Stan Collymore, Colin Cooper, Lars Bohinen e renovando o contrato de Stuart Pearce para permanecer no clube, Clark foi capaz de alcançar um retorno à Premier League, e o clube terminou em terceiro na temporada 1993-94 qualificado para o Taça UEFA - a sua primeira paticipação a uma competição europeia, após o Desastre de Hillsborough. O clube alcançou as quartas-de-final, o mais longe que uma equipe Inglês tinha alcançado nas competições da UEFA na temporada. A Premier League em 1996-1997 tornou-se uma batalha contra o rebaixamento e Clark deixou o clube em dezembro .

### Dave Bassett (1997-1999)

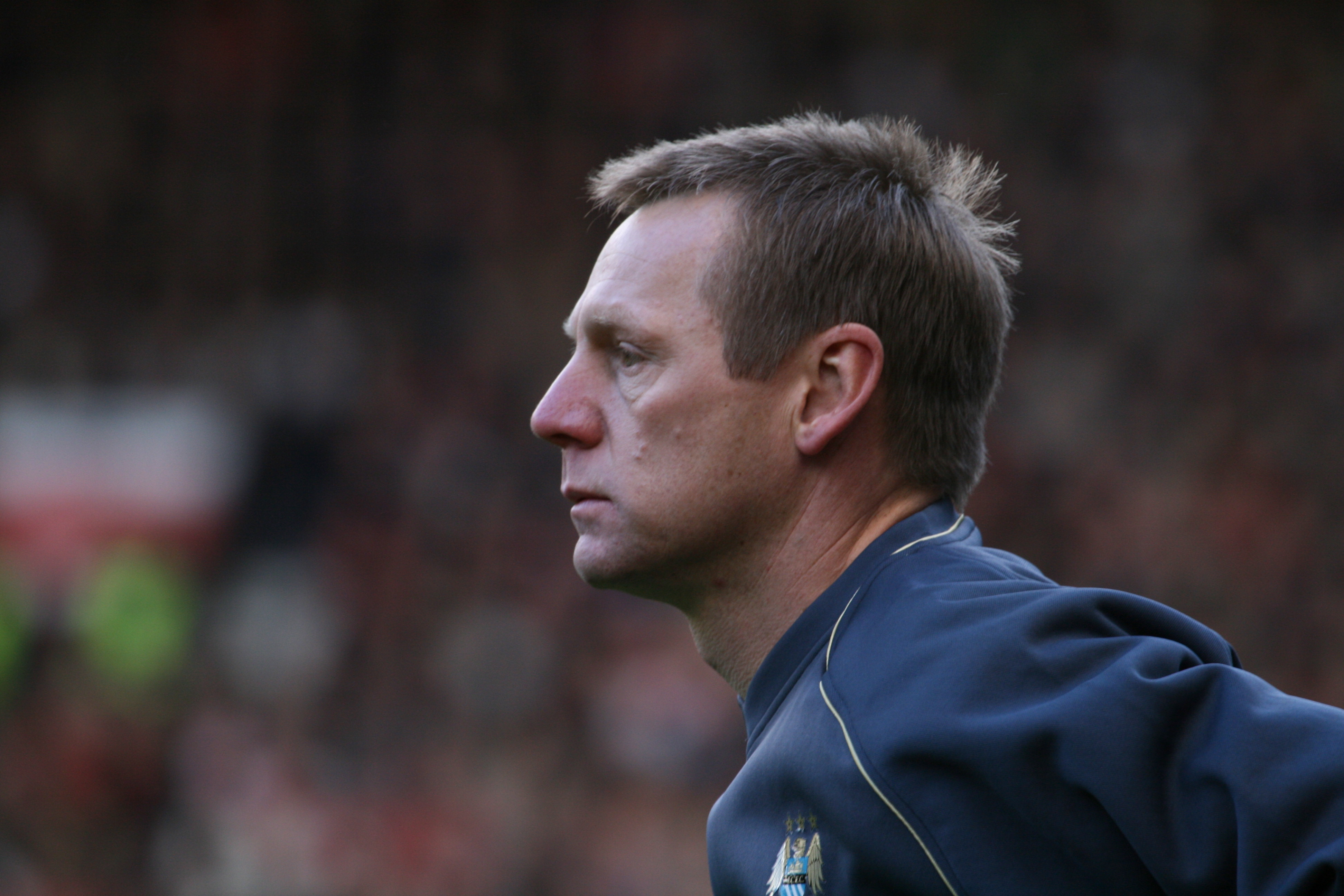
Stuart Pearce não teve a mesma fama de jogador como treinador da equipe.

O ex-jogador e capitão da equipe Stuart Pearce foi contatado como jogador-treinador, numa base temporária e ele inspirou uma breve reviravolta na sorte do clube.
Em março de 1997 ele foi substituído de forma permanente por Dave Bassett. Eles ganharam a promoção de volta à Premier League na primeira tentativa, sendo coroado campeão em 1997-98

### No século XXI (1999-2012)
O técnico Ron Atkinson foi incapaz de evitar o Forest de mais uma vez ser rebaixado de volta para o a segunda divisão com uma sucessão de maus resultados.

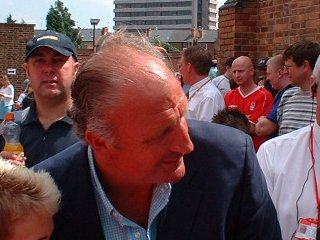
Paul Hart.

Então, David Platt foi contratado e o clube gastou cerca de £ 12.000.000 em jogadores, incluindo os veteranos italianos Moreno Mannini, Salvatore Matrecano e Gianluca Petrachi. Paul Hart se tornou-se o novo técnico dos Reds apenas duas horas após a saída de Platt. Neste momento começou o colapso da ITV Digital, muitos clubes da Liga de Futebol Inglesa em graves dificuldades financeiras, e o Forest estava neste meio. Mesmo assim, foi qualificado para os play-offs, onde perdeu para Sheffield United nas semifinais. Com dificuldades financeiras na temporada seguinte, após o lançamento de jogadores-chave, levou à demissão de Hart. Em fevereiro de 2004, a fim de evitar o rebaixamento, Joe Kinnear levou o clube ao 14º lugar na tabela final da Liga. Após a breve administração de auxiliar técnico de Mick Harford, Gary Megson assumiu o comando do Forest, em janeiro de 2005, mas não conseguiu evitar o rebaixamento, enquanto o clube terminou a temporada na penúltima colocação, em 23º lugar.
Na primeira temporada do Forest na terceira divisão inglesa em 54 anos,Frank Barlow e Ian McParland assumiu o comando temporário para o restante da temporada 2005-06.

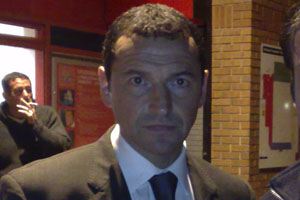
Colin Calderwood, passou sem brilho pelo Nottingham

Colin Calderwood foi designado como o décimo segundo técnico do Forest em treze anos, em maio de 2006, e se tornou o técnico mais antigo, desde Frank Clark. Em sua primeira temporada, ele levou o clube aos play-offs, depois de ter desperdiçado uma vantagem de 7 pontos no topo da League One que tinha sido acumulado até novembro de 2006. O Forest, finalmente, sucumbiu a uma derrota agregada 5-4 nas meias-finais contra Yeovil Town. Calderwood conseguido promoção automática, em seu segundo ano no clube, depois de uma corrida impressionante que o Forest ganhou seis de seus últimos sete jogos da temporada, culminando com uma dramática vitória por 3-2 final contra o Yeovil no City Ground. Os Reds mantiveram um recorde da liga de 24 vitórias em 46 jogos, provando ser a base para o seu regresso a segunda divisão do futebol Inglês. Tendo sido incapaz de levar o Forest fora da zona de rebaixamento, Calderwood foi demitido depois de uma  derrota por 4-2 para o então lanterna Doncaster Rovers
Sob a gerência temporária de John Pemberton, o Forest finalmente saiu da zona de rebaixamento, depois de ter batido o Norwich City por 3-2. Billy Davies foi confirmado como o novo técnico em 1 de janeiro de 2009. Ele ajudou a evitar o rebaixamento, terminando em 19º no Campeonato, e garantindo a sobrevivência com um jogo de antecendência.
A temporada 2009-10 foi um sucesso para o Forest, com o clube mantendo uma posição entre os três primeiros a maior parte da temporada, reunindo uma série invicta de 20 jogos do campeonato, vencendo 12 jogos do campeonato em casa, passando invicto fora de casa desde o início da temporada, até 30 de Janeiro de 2010 (um prazo que abrange 13 jogos). Em 10 de abril de 2010, apesar de ter sido confirmado que o clube iria perder a promoção automática para o Premier League depois de ser derrotado para o West Bromwich Albion e o Doncaster Rovers, o Forest garantiu um lugar no play-off na Football League Championship depois de uma vitória por 3-0 em casa contra oIpswich Town.
A temporada 2010-11 viu o Forest acabando em sexto lugar na tabela do campeonato com 75 pontos, e colocá-los em uma campanha nos play-off, pela quarta vez, no espaço de oito anos. A promoção foi mais uma vez uma ilusão para o Forest, derrotados por um eventual jogo fora contra o Swansea City. Depois de ter empatado a primeira partida por  0-0 no City Ground, eles acabaram por ser derrotados por 3-1 na segunda partida.
Em junho de 2011, o contrato de Billy Davies foi rescindido, e ele foi substituído como técnico por Steve McClaren, que assinou um contrato de três anos. Em outubro de 2011, o Nottingham Forest passou por várias mudanças. Estas mudanças incluíram a nomeação deFrank Clark como novo presidente do clube e também a de Steve Cotterill, substituindo o recentemente demitido Steve McClaren.
Nigel Doughty, proprietário e presidente anterior do clube morreu em 4 de fevereiro de 2012, marcando o fim da uma associação de 13 anos com o clube, com muitos a estimar sua contribuição em um total de £ 100.000.000.

### O reinado Al-Hasawi (2012-2017)
A família Al-Hasawi, do Kuwait, comprou o clube e se tornaram os novos donos do Nottingham Forest, em julho de 2012.
Omar Al-Hasawi renunciou devido a razões pessoais e Fawaz Al-Hasawi, o acionista majoritário, com 75%, entrou na posição, com seu irmão Abdulaziz Al-Hasawi, com uma quota de 20%, e seu primo Omar Al-Hasawi, com uma quota de 5%.
No Boxing Day 2012, o técnico Sean O'Driscoll foi demitido após uma vitória por 4-2 sobre o Leeds United, com o clube declarando suas intenções de mudança à frente da janela de transferências de janeiro e à espera de nomeação de um gestor com experiência de Premier League.

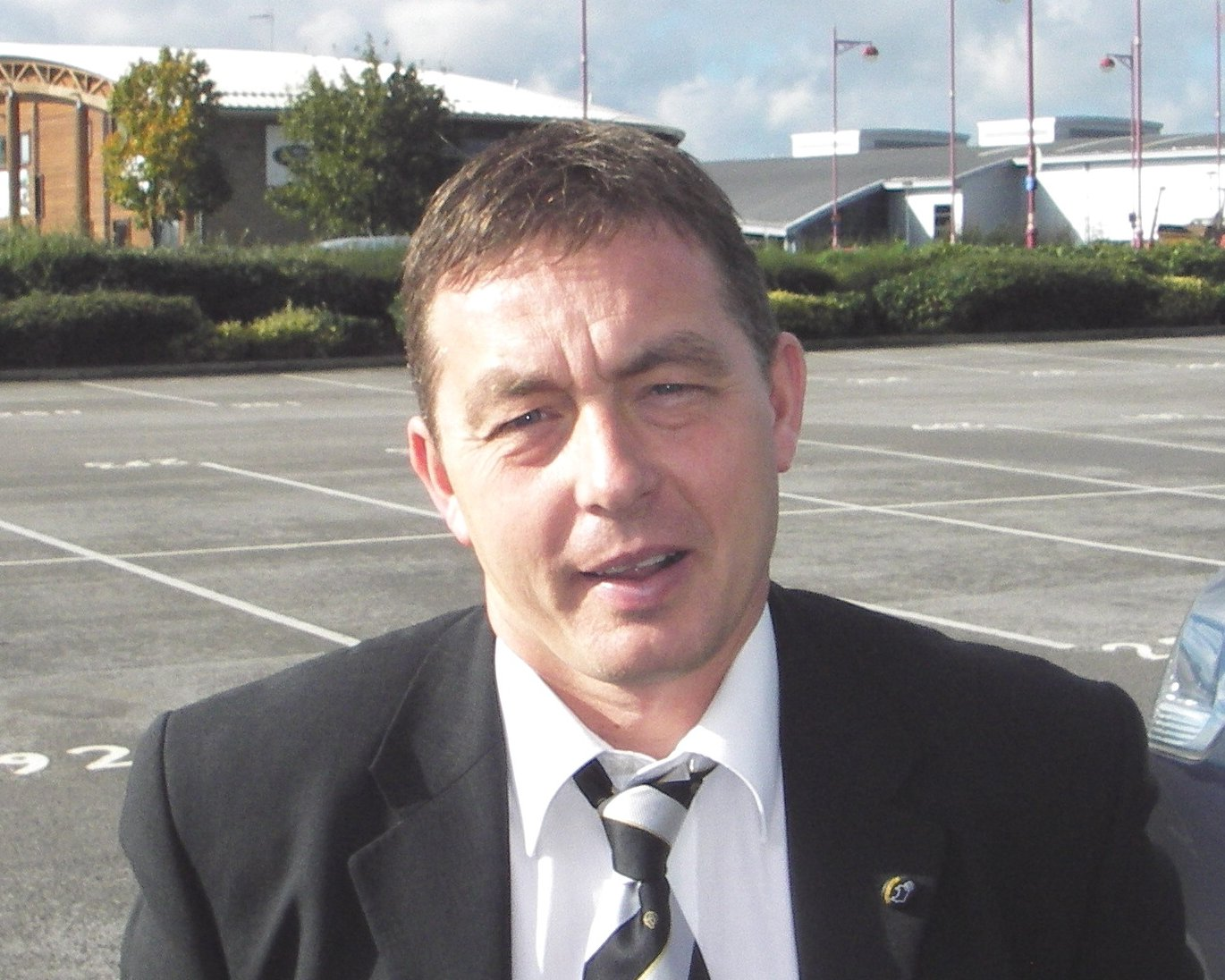
Billy Davies

### Evangelos Marinakis e o regresso à Premier League (2017–atualidade)
Em 18 de maio de 2017, Evangelos Marinakis concluiu sua aquisição da Nottingham Forest, pondo fim ao reinado de Al-Hasawi como proprietário da Forest. O então técnico Mark Warburton foi demitido a 31 de dezembro de 2017, após uma derrota em casa por 1 a 0 para o difícil Sunderland, com um recorde de uma vitória em sete. Ele foi substituído pelo espanhol Aitor Karanka, que chegou em 8 de janeiro de 2018. Karanka fez 10 novas contratações durante a janela de transferências de janeiro e, após terminar em 17º lugar, ele fez 14 novas contratações durante a janela de transferências de verão e os resultados da temporada seguinte melhoraram. Apesar de uma posição forte na liga, Karanka deixou o cargo em 11 de janeiro de 2019, após solicitar a rescisão do contrato. Ele foi substituído pelo ex-técnico da República da Irlanda, Martin O'Neill, quatro dias depois. O'Neill foi demitido em junho após supostamente desentendimento com alguns dos jogadores seniores da equipa principal, e foi substituído por Sabri Lamouchi no mesmo dia. Na primeira temporada de Lamouchi no comando, apesar de passar a maior parte da temporada nos playoffs, Forest caiu para o sétimo lugar no último dia. Em 6 de outubro de 2020, Lamouchi foi demitido pelo clube após um péssimo início de temporada 2020-21. Ele foi substituído pelo ex-técnico do Brighton, Chris Hughton. Depois de 11 meses sem sucesso no cargo, Hughton foi demitido em 16 de setembro de 2021, após não ter conseguido vencer nenhum dos primeiros sete jogos do clube na temporada 2021-22.
O presidente do Forest, Nicholas Randall, havia prometido inicialmente que Forest planeava voltar a jogar futebol europeu dentro de cinco temporadas, mas más transferências e uma cultura de clube tóxica fizeram com que Forest permanecesse no campeonato quatro anos após o início da era Marinakis. No verão de 2021, foram feitas mudanças estruturais no clube para tentar corrigir os erros anteriores. Forest nomeou Dane Murphy como CEO e George Syriaos foi contratado como chefe de recrutamento para implementar uma política de transferência mais orientada para análises. A hierarquia da Forest comprometeu-se a evitar o "curto prazo" das janelas anteriores, deixando de contratar jogadores por mais de £ 18.000 por semana e visando principalmente contratações mais jovens que poderiam ser vendidos com lucro.
Em 21 de setembro de 2021, Forest anunciou a nomeação de Steve Cooper como o novo treinador principal do clube. Cooper inspirou uma reviravolta na forma, chegando com o clube em último lugar, mas tendo-o em 7º no Natal, e subindo em 4º no final da temporada, qualificando o Forest para os playoffs pela primeira vez desde 2010-11. temporada.Na semifinal do play-off do campeonato de 2022, Forest derrotou o Sheffield United nos pênaltis para avançar para a final contra o Huddersfield Town, que derrotou por 1 a 0 no Estádio de Wembley, e foi promovido à Premier League pela primeira vez. desde a temporada 1998-99. Tendo entrado na Premier League com um elenco esgotado após a promoção, na preparação para a temporada seguinte, o Forest contratou 21 jogadores para a equipa titular. Este foi um recorde de transferência britânica. A taxa recorde do clube também foi quebrada várias vezes, e a última ocasião na janela de transferência foi quando Morgan Gibbs-White se juntou ao clube por £ 25 milhões, com potencial de subir para £ 42 milhões, sujeito ao desempenho.

No dia 11 de abril de 2023, com o clube na zona de despromoção, o diretor esportivo Filippo Giraldi foi demitido após seis meses no cargo.
Em 20 de maio de 2023, o Nottingham Forest selou seu status na Premier League para a temporada seguinte com uma vitória em casa por 1 a 0 sobre o Arsenal, que também confirmou o título para o Manchester City. Forest somou 11 pontos em seus últimos seis jogos.
Em 19 de dezembro de 2023, foi noticiado que o clube havia demitido Cooper e estaria a tentar a sua substituição pelo ex-técnico do Al-Ittihad, Nuno Espírito Santo. Em 15 de janeiro de 2024, o Nottingham Forest foi acusado de violar as regras de lucro e sustentabilidade da Premier League em suas contas para 2022–23.

## Rivais locais, derbies e simpatizantes
Enquanto o Notts County é o clube de futebol profissional mais próximo geograficamente, o Forest permaneceu pelo menos uma divisão acima desde a temporada 1994-95, mas ainda assim o tem como seu arqui-rival, formando o Nottingham derby. Outra feroz rivalidade do clube é com o Derby County, localizado a 14 quilômetros de distância. A disputa entre os dois clubes no Midlands Derby teve um significado ainda maior desde o início da Brian Clough Trophy, em 2007.
O Leicester City é outro rival do Forest, devido à proximidade das duas cidades. Durante a era pré-Clough, o Leicester foi amplamente considerado o principal rival do Forest. Este ainda é  considerado para os torcedores do Forest como rival. A Copa da Liga Inglesa, com um empate em setembro de 2007, assumiu uma dimensão extra após o defensor do Leicester Clive Clarke desmoronar devido a insuficiência cardíaca. Após a partida, que acabou antes do final, o Leicester teve seu desportivismo demonstrado ao permitir que o goleiro do Nottingham Paul Smith marcasse no início da partida. Isso foi em reconhecimento de que o Forest vencia por 1-0 quando a partida original foi abandonada. O ato foi recebido com aplausos de ambos os grupos de torcedores e elogiado pela imprensa.
Outro rival regional do Forest é o Sheffield United, com base no município vizinho de South Yorkshire. Esta rivalidade tem raízes na greve do mineiros em 1984-1985, quando os mineiros de South Yorkshire saíram em longas greves, mas os mineiros Notts, que insistiam em manter a votação, continuaram a trabalhar. A emocionante semifinal de 2003 na Football League Championship entre os dois clubes, no qual Sheffield United terminou como vencedor no agregados por 5-4, também alimentou a rivalidade.
Rivalidades:
- Derby County
- Leeds United
- Leicester City
- Liverpool
- Notts County
- Manchester United
- Burnley

Os torcedores do Forest são compostos por uma série de celebridades, incluindo o jogador inglês de críquete Stuart Broad, os golfistas Lee Westwood e Greg Owen, o político Kenneth Clarke, Manic Street Preachers, o cantor James Dean Bradfield, o baterista do Deep Purple Ian Paice, o designer de moda Paul Smith e a atriz Su Pollard.

## City Ground

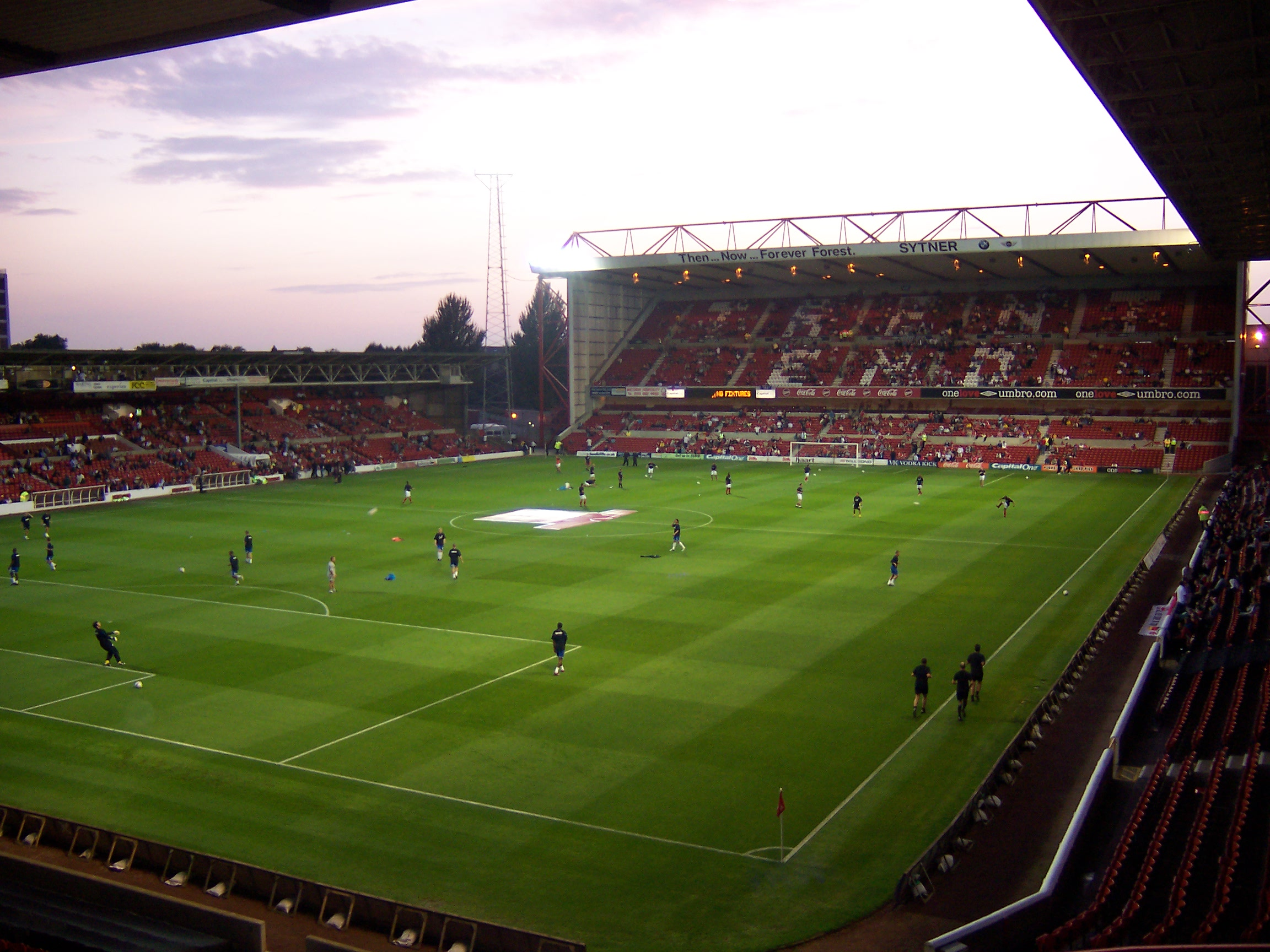
City Ground, estádio do Forest.

O Nottingham Forest manda seu jogos no City Ground, estádio com capacidade para 30.404 torcedores e também foi palco da Euro 96.
A 28 de fevereiro de 2019, o Nottingham Forest anunciou planos para reconstruir o City Ground e arredores, incluindo a "criação de uma nova bancada Peter Taylor de classe mundial". Espera-se que isso aumente a capacidade do estádio para 38.000 pessoas, tornando-o no maior estádio de futebol das Midlands Orientais. O clube esperava que as obras pudessem começar no final da temporada 2019-20, mas o desenvolvimento foi suspenso devido a "atrasos no processo de planeamento". Em setembro de 2022, o comité de planeamento do Rushcliffe Borough Council aprovou o pedido do clube de permissão de planeamento.
O City Ground é o 10º maior estádio de futebol fora da Premier League, atrás do Middlesbrough, Sheffield United, Leeds United, Southampton, Coventry City, Derby County e Sheffield Wednesday.

## Cores
O Nottingham Forest foi vestido com camisa vermelha desde a sua fundação, em 1865. Na reunião onde o Nottingham Forest nasceu, também foi acordado que o clube usaria a cor "vermelho Garibaldi" em homenagem ao líder italiano das camisas vermelhas. O Forest tornou-se assim a primeira equipe a usar oficialmente vermelho, uma cor que mais tarde foi tomado por muitos outros clubes. Entre eles, o Arsenal, que adotou o vermelho após o Forest doar alguns kits e uma bola a pedido de Fred Beardsley e Morris Bates.
O primeiro kit utilizado pelo Nottingham Forest em 1865 consistia em uma camisa de um vermelho mais escuro do que as atuais, calças brancas e meias vermelhas. Entre 1892 e 1899, usou uma bermuda azul escuro e, em 1904, adotou um vermelho mais claro. Em 1973, o Forest começou a usar kits da marca Umbro. Em 1977, com a promoção para a Primeira Divisão, o provedor mudou da Umbro para a Adidas, com a qual permaneceu até 1986. Em 1980, lançou o primeiro patrocinador na parte da frente da camisa, Panasonic, que continuou até 1982 para ser substituído por Wrangler. Em 1986, o Nottingham Forest volta a ser vestida pela Umbro.

## Principais títulos
| CONTINENTAIS | CONTINENTAIS                   | CONTINENTAIS | CONTINENTAIS                        |
|              | Competição                     | Títulos      | Temporadas                          |
| ------------ | ------------------------------ | ------------ | ----------------------------------- |
|              | Liga dos Campeões da UEFA      | 2            | 1978–79 e 1979–80                   |
|              | Supercopa da UEFA              | 1            | 1979                                |
| NACIONAIS    |                                |              |                                     |
|              | Competição                     | Títulos      | Temporadas                          |
|              | Campeonato Inglês              | 1            | 1977–78                             |
|              | Copa da Inglaterra             | 2            | 1897–98 e 1958–59                   |
|              | Copa da Liga Inglesa           | 4            | 1977–78, 1978–79, 1988–89 e 1989–90 |
|              | Supercopa da Inglaterra        | 1            | 1978                                |
|              | Campeonato Inglês - 2ª Divisão | 3            | 1906–07, 1921–22 e 1997–98          |
|              | Campeonato Inglês - 3ª Divisão | 1            | 1950–51                             |
|              | Copa de Membros Ingleses       | 2            | 1989 e 1992                         |

 Campeão Invicto

### Outras conquistas
| CONTINENTAL AMISTOSO | CONTINENTAL AMISTOSO | CONTINENTAL AMISTOSO | CONTINENTAL AMISTOSO |
|                      | Competição           | Títulos              | Temporadas           |
| -------------------- | -------------------- | -------------------- | -------------------- |
|                      | Copa Anglo-Escocesa  | 1                    | 1976–77              |

### Recordes na Europa
| Competição                  | Apresentações | Jogos | Vitórias | Derrotas | Empates | Gols Pró | Gols Contra | Seasons                                                                           |
| --------------------------- | ------------- | ----- | -------- | -------- | ------- | -------- | ----------- | --------------------------------------------------------------------------------- |
| Liga dos Campeões           | 3             | 20    | 12       | 4        | 4       | 32       | 12          | Liga dos Campeões 1978-79 , Liga dos Campeões 1979-80 , Liga dos Campeões 1980-81 |
| UEFA Cup                    | 3             | 20    | 10       | 5        | 5       | 18       | 16          | Copa UEFA 1983–84 , Copa UEFA 1984–85 , Copa UEFA 1995–96                         |
| Taça das Cidades com Feiras | 2             | 6     | 3        | 0        | 3       | 8        | 9           | Taça das Cidades com Feiras , Taça das Cidades com Feiras                         |
| UEFA Super Cup              | 2             | 4     | 2        | 1        | 1       | 4        | 3           | UEFA Super Cup , UEFA Super Cup                                                   |
| Total                       | 10            | 50    | 27       | 10       | 13      | 62       | 40          |                                                                                   |

## Elenco
Última atualização: 21 de setembro de 2024.